# The Pearls (Album)
The Pearls ist ein Jazzalbum von Ellery Eskelin, Christian Weber und Michael Griener. Die am 2. März 2018 im Centre de Culture ABC in der Westschweizer Stadt La Chaux-de-Fonds entstandenen Aufnahmen erschienen am 15. November 2019 auf Intakt Records.

## Hintergrund
Ähnlich wie bei ihrer vorherigen Veröffentlichung Sensations of Tone (Intakt, 2017) taucht das traditionelle Saxophon-, Bass- und Schlagzeug-Trio in den Jazz vor dem Zweiten Weltkrieg ein, notierte Mark Corroto. Während sie Nummern von Scott Joplin („Magnetic Rag“ von 1914), Jelly Roll Morton („The Pearls“, 1927), von J. Russel Robinson („Eccentric Rag“, 1912) und von Count Basie & Harry „Sweets“ Edison („Jive at Five“, 1939) übernehmen. Diese Auswahl markiert „eine Musik im Übergang“, notierte Kevin Whitehead. Joplins spätes Werk „Magnetic Rag“ dehnte Ragtime, Harmonie und Form. „Eccentric Rag“ des ursprünglichen Pianisten der Original Dixieland Jass Band, J. Russel Robinson, trug dazu bei, den Wechsel von der Ragtime-Synkopierung zum vertrautereren Jazz-Rhythmus zu beschleunigen.
Ellery Eskelin schreibt in den Liner Notes: „Im Jazz sprechen wir über Spielzeit und freies Spielen. Spielzeit bedeutet normalerweise, einen stetigen Puls auszudrücken, und frei zu spielen bedeutet normalerweise, sich nicht an einen stetigen Puls zu halten. In beiden Fällen besteht immer noch das Gefühl von Bewegung. Zeit. Bei dieser Aufnahme war ich beeindruckt von der Art und Weise, wie Zeit gleichzeitig so genau, so formbar und so mehrdimensional sein kann. In diesen Performances hört man auch freie Improvisationen (ohne vorgefasste Formen oder stetigen Zeitimpuls) als Wiedergabe klassischer Kompositionen aus einer früheren Musikform, die sich direkt mit der Zeit befasst, dem Ragtime.“

## Titelliste

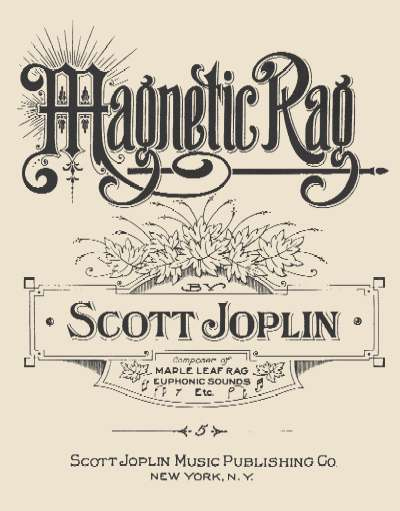
Noten zu Magnetic Rag (1914)

- Eskelin, Weber, Griener: The Pearls (Intakt Records CD 331)[3]

1. ABC  4:36
2. Magnetic Rag (Scott Joplin) 2:51
3. La Fée Verte  11:10
4. The Pearls (Jelly Roll Morton) 3:02
5. Rue Jardinière  6:32
6. Jive at Five (Count Basie, Harry Edison)  2:01
7. Il Gatto  4:52
8. Eccentric Rag (J. Russel Robinson)  1:51
9. Black Drop  10:45

Alle Kompositionen, soweit nicht anders angegeben, stammen von Ellery Eskelin, Christian Weber und Michael Griener.

## Rezeption
Nach Ansicht von Mark Corroto, der das Album in All About Jazz rezensierte,  begaben sich Eskelin, der Schweizer Bassist Christian Weber und der deutsche Schlagzeuger Michael Griener auf eine Zeitreise von der Gegenwart bis ins Jahr 1914, mit einem Sprung in die 1920er und 40er-Jahre. Doch anstatt Joplins „Magnetic Rag“ nachzuahmen, aktiviere Eskelin den Titel und spiele mit historischen Klängen und musikalischen Gesten. So behalte das zweiminütige Cover von Basies und Edisons „Jive at Five“ die Eleganz und Wendigkeit des Originals, ergänzt und verstärkt durch die Üppigkeit von Lester Young in Eskelins Tenor-Ton.

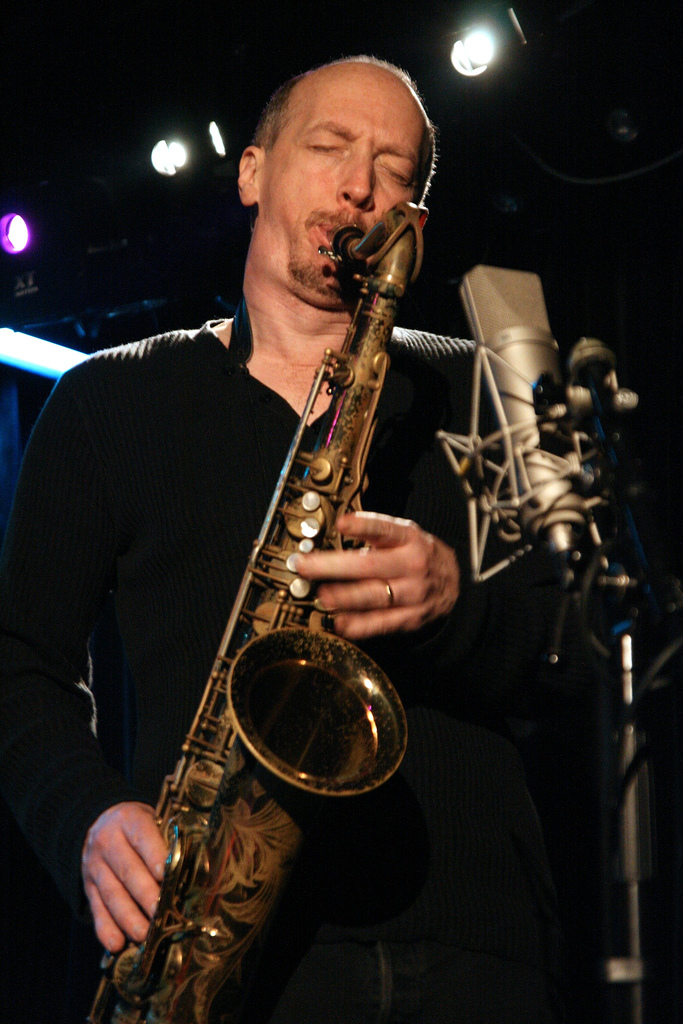
Ellery Eskelin 2017

Mit ihren Eigenkompositionen kehren sie in eine Zukunft des freien Jazz zurück; dabei untersuchten weitere Zeitregeln, schrieb Corroto weiter. „Die strikte Zeiteinhaltung wird beiseite geworfen, jedoch nicht auf Kosten des Ausdrucks. Und warum nicht – das Trio verfügt über eine Reihe emotionaler Werkzeuge, die zweifellos mit der gleichen Überraschung und Verwunderung ins Ohr schlagen wie die ersten Begegnungen mit Jazz im frühen 20. Jahrhundert.“
Kevin Whitehead meinte in National Public Radio, als Eskelin, Christian Weber und der Michael Griener [auf dem Jazz Festival Willisau 2011] angefangen hätten, zusammen zu spielen, sei die Musik vollständig improvisiert gewesen. Aber sie alle hätten auch im frühen Jazz gegraben, und so wechselten sie bei ihrem Debüt im Jahr 2016 zwischen alten Melodien und freien Improvisationen. Das habe so gut funktioniert, dass sie bei ihrem Folgealbum The Pearls denselben Plan verfolgten. Die drei Musiker würden die Klassiker mit Respekt spielen, „aber sie kamen, um sie zu spielen, um ihr spöttisches Zeitgefühl zu ihren eigenen Bedingungen aufzunehmen.“  Bei ihren eigenen Stücken falle manchmal das „Instant Composing“ des Trios in liedhaftere Kadenzen, als würden sie eine Melodie improvisieren, während sie sie erfinden, und eine Struktur in Luft aufbauen.
So räume das Trio einen Raum frei, in dem alte und neue Ideen friedlich nebeneinander existieren, meinte Whitehead weiter. Der Autor erwähnte auch die Verbindung zum Creative-Jazz-Trio Air um Henry Threadgill aus den 1970er-Jahren, das auch Stücke von Scott Joplin („The Ragtime Dance“) und Jelly Roll Morton („King Porter Stomp“) spielte.